# کالیبر (نرم‌افزار)
کالیبر نرم‌افزاری برای مدیریت کتاب‌های الکترونیک است. این نرم‌افزار که در سکوهای مختلف از جمله گنو/لینوکس، ویندوز و مک قابل اجراست. این نرم‌افزار قادر به شناسایی، مشاهده، مدیریت و تبدیل بسیاری از قالب‌های کتاب‌های الکترونیک است. همچنین این برنامه قادر به هم‌زمان‌سازی با دستگاه‌های مختلف کتاب‌خوان الکترونیک است. از دیگر ویژگی‌های کالیبر می‌توان به امکان دریافت خودکار اخبار و اطلاعات از منابع مختلف همچون وب‌سایت‌ها و خوراک‌های آراس‌اس، تبدیل آن‌ها تحت فرمت ای‌بوک و بارگذاری در دستگاه‌های متصل اشاره نمود. کالیبر دارای یک وب سرور داخلی نیز هست که کاربر از طریق آن و با استفاده از یک مرورگر وب می‌تواند از هر جای دنیا به مجموعه کتاب‌هایش دسترسی داشته باشد.